# فيضة أم حجول

## فيضة أم حجولː
تقع فيضة أم حجول جنوب غرب مدينة رماح بوسط المملكة العربية السعودية بمسافة تقارب 15كم، وهي واحدة من فياض العرمة، وتقع ضمن محمية الإمام عبد العزيز بن محمد الملكية، وتكون نقطة الوسط فيها تقريبا عند خط طول 47.056056 درجة شرقا ودائرة عرض 25.436726 درجة شمالا. وتصب في فيضة ام حجول مياه السيول من عدة أودية قصيرة نسبيا تنحدر نحوها من اتجاهات الشمال والغرب والجنوب، وتصرف مياه الأمطار لجزء من ربوة فسيحة من ارض العرمة تسمى القُنينة، تقع جنوب شعيب فويلق القُنينة وشمال وادي الثمامة، وعندما تمتلئ الفيضة بمياه السيول تخرج منها عبر مجرى مائي لتصب في فيضة آل شامر. وتظهر نتائج الزيارة الميدانية للفريق العلمي من المركز الوطني لتنمية الغطاء النباتي ومكافحة التصحر في الفترة من 12-16 فبراير 2023 بأنها فيضة صغيرة المساحة ومعظم أجزائها تخلو من النباتات، حيث تبلغ مساحتها حوالي 165 هكتار (1.65 كيلومترا مربعا)، وتبين للفريق من تحليل عينات التربة أن هذه الفيضة تتكون من تربة طينية-طميية، حيث تسود سطحها قشرة صلبة تمثل 66% من مساحتها، وعليه فإن التغطية النباتية فيها تكون فقط حوالي 32% من مساحتها. كما تبين من المسح الميداني بالعينة أثناء زيارة الفريق أن التركيبة النباتية فيها تتكون من نفل (75%) وجثجاث (12%) وخباز (6%) عليق بري (6%).